# 미국선녀벌레
미국선녀벌레(美國仙女-, Metcalfa pruinosa)는 노린재목 매미아목 선녀벌레과의 곤충으로, 성충의 몸길이가 5mm 정도이다. 몸의 빛깔은 연한 청록색을 띠고 있으며, 머리와 앞가슴은 각각 약간 연한 황갈색을 띠고 있다. 유충은 흰 밀랍재질로 뒤덮여 있다. 이 벌레는 대한민국에서는 해충으로 지정되어 있으며, 나무나 농작물의 즙을 빨아먹고, 말려서 죽이는 피해를 준다. 주요 분포지는 대한민국, 일본, 중화인민공화국의 남부 지역, 동남아시아, 대만이다. 이름 때문에 미국선녀벌레는 미국에서 서식하는 것으로 알려져 있으나, 이 곤충의 원래 서식지는 미국과 유럽(EU 회원국을 중심으로 하는 곳)이다. 또한 천적은 이탈리아와 프랑스에서 서식하고 있는 기생봉(집게벌이라고 함)이 대표적이다. 한국의 선녀벌레와는 같은 과 다른 속이다.

## 사진

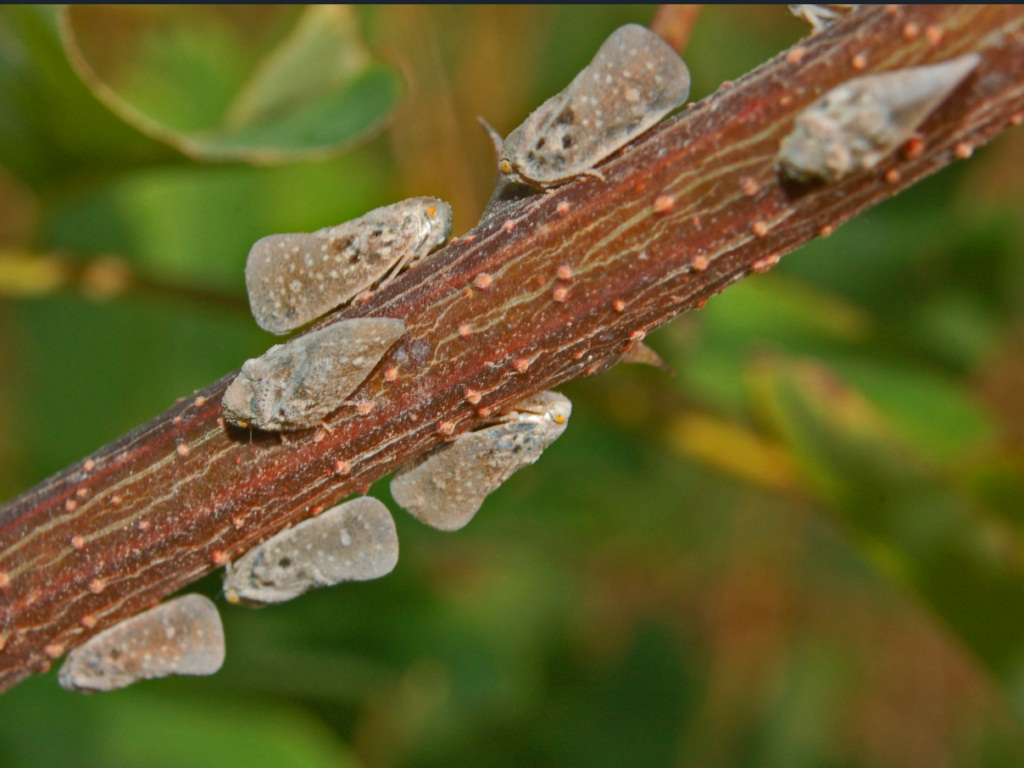
미국선녀벌레 성충
기어다니고 있는 미국선녀벌레 유충
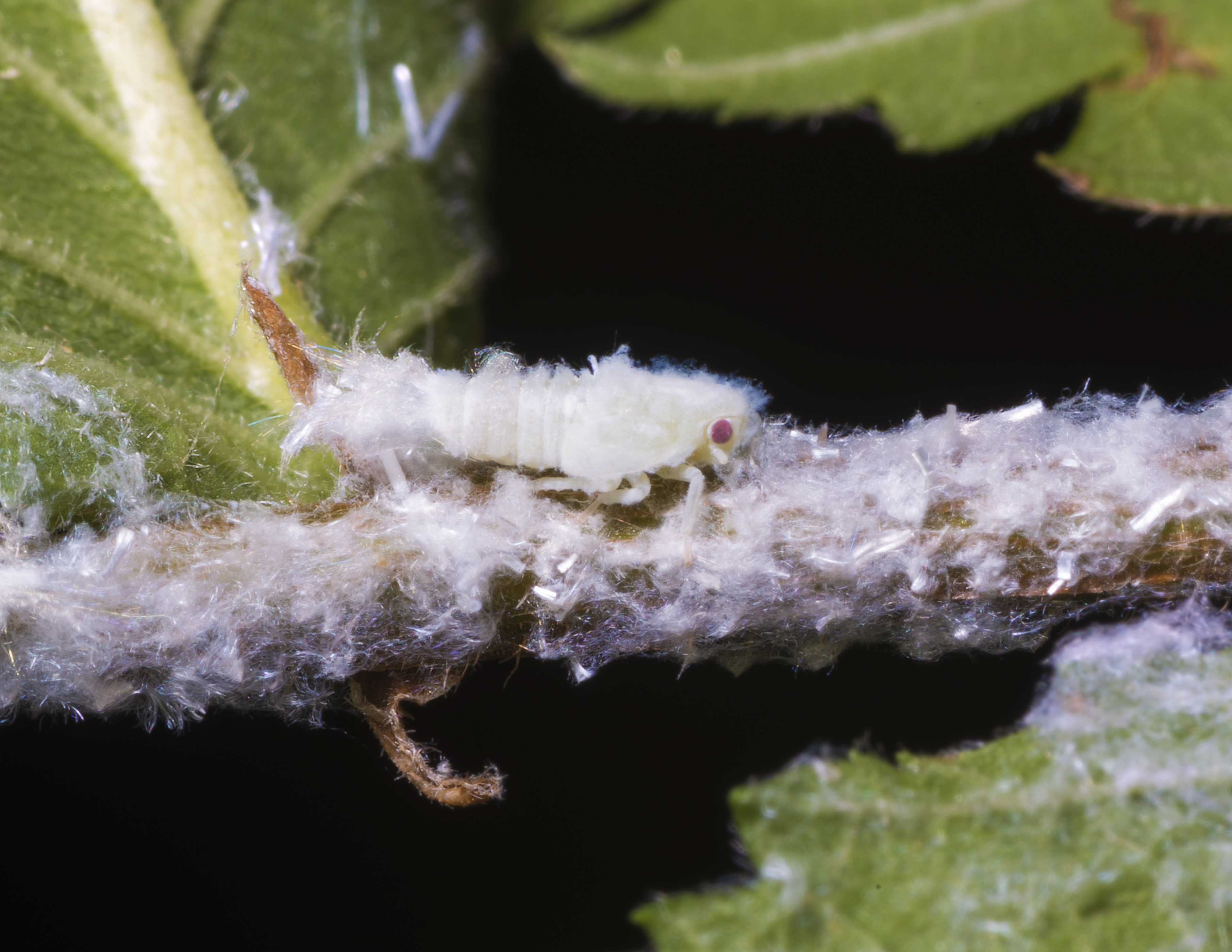
미국선녀벌레 유충

## 같이 보기
- 꽃매미
- 갈색날개매미충